# Дешичи
Дешичи (укр. Дешичі) — село в Добромильской городской общине Самборского района Львовской области Украины.
Население по переписи 2001 года составляло 370 человек. Занимает площадь 1,22 км². Почтовый индекс — 82021. Телефонный код — 3238.